# Melodifestivalen 2012
Melodifestivalen 2012 – 51. edycja szwedzkich preselekcji do Konkursu Piosenki Eurowizji 2012. Półfinały odbyły się kolejno: 4, 11, 18 oraz 25 lutego, druga szansa 3 marca, a finał 10 marca. Podczas półfinałów o wynikach decydowali widzowie za pomocą głosowania telefonicznego, natomiast reprezentanta wybrali w połowie widzowie oraz międzynarodowe jury.
Preselekcje wygrała Loreen z piosenką „Euphoria”, zdobywając w sumie 268 punktów w finale.

## Format

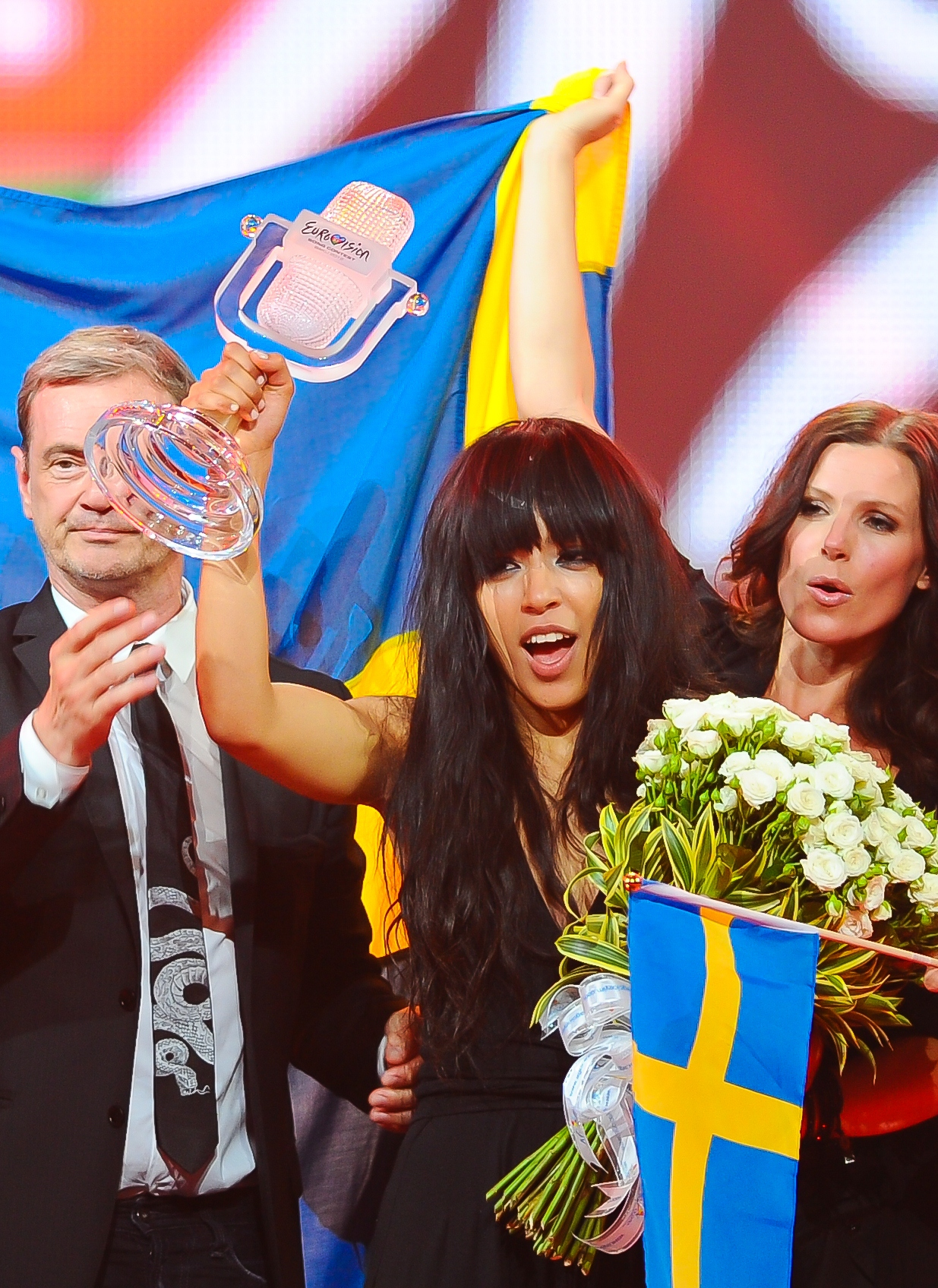
Zwyciężczyni Melodifestivalen 2012, Loreen podczas finału Konkursu Piosenki Eurowizji 2012 w Baku

Trzydziestu dwóch uczestników podzielono na cztery ośmioosobowe półfinały. Z każdego półfinału dwójka najlepszych uczestników otrzymała automatyczny awans do finału. Laureaci trzeciego oraz czwartego miejsca półfinałów zakwalifikowali się zaś do dogrywki – drugiej szansy, z którego kolejna dwójka zakwalifikowała się do wielkiego finału.

### Harmonogram
Tradycyjnie każdy etap odbywał się w innym szwedzkim mieście, a finał niezmiennie został zorganizowany w Sztokholmie.
| Data      | Miasto    | Miejsce              | Pojemność | Etap                         |
| --------- | --------- | -------------------- | --------- | ---------------------------- |
| 4 lutego  | Växjö     | VIDA Arena           | 5 700     | Półfinał 1                   |
| 11 lutego | Göteborg  | Scandinavium         | 14 000    | Półfinał 2                   |
| 18 lutego | Leksand   | Tegera Arena         | 7 650     | Półfinał 3                   |
| 25 lutego | Malmö     | Malmö Arena          | 15 500    | Półfinał 4                   |
| 3 marca   | Nyköping  | Rosvalla Eventcenter | 5 500     | Druga szansa (Andra chansen) |
| 10 marca  | Sztokholm | Globen               | 16 000    | Finał                        |

## Półfinały

### Półfinał 1
Pierwszy półfinał odbył się 4 lutego 2012 w VIDA Arena w Växjö. Spośród ośmiu uczestników bezpośrednio do finału awansowali: Loreen z piosenką „Euphoria” oraz Dead by April z utworem „Mystery”, a Sean Banan oraz Thorsten Flinck i Revolutionsorkestern ze swoimi kompozycjami trafili do dogrywki – drugiej szansy.
| L.p. | Artysta                                | Piosenka                                                | Tekst (t) / Muzyka (m)                                                                            | Liczba głosów | Liczba głosów | Liczba głosów | Miejsce | Rezultat     |
| L.p. | Artysta                                | Piosenka                                                | Tekst (t) / Muzyka (m)                                                                            | Runda 1       | Runda 2       | Razem         | Miejsce | Rezultat     |
| ---- | -------------------------------------- | ------------------------------------------------------- | ------------------------------------------------------------------------------------------------- | ------------- | ------------- | ------------- | ------- | ------------ |
| 1    | Sean Banan                             | „Sean den förste Banan”                                 | Sean Samadi (Sean Banan) (t/m), Joakim Larsson (t/m), Hans Blomberg (t/m), Mårten Andersson (t/m) | 59 068        | 38 378        | 97 446        | 3       | Druga szansa |
| 2    | Abalone Dots                           | „På väg”                                                | Rebecka Hjukström (t/m), Sophia Hogman (t/m), Louise Holmer (t/m), Viktor Källgren (t/m)          | 13 156        | –             | 13 156        | 7       | Odpadli      |
| 3    | The Moniker                            | „I Want To Be Chris Isaak (This Is Just the Beginning)” | Daniel Karlsson (The Moniker) (t/m)                                                               | 10 776        | –             | 10 776        | 8       | Odpadł       |
| 4    | Afro-Dite                              | „The Boy Can Dance”                                     | Figge Boström (t/m), Catrine Loqvist (t/m), Johan Lindman (t/m)                                   | 23 795        | 20 941        | 44 736        | 5       | Odpadli      |
| 5    | Dead by April                          | „Mystery”                                               | Pontus Hjelm (t/m)                                                                                | 49 851        | 48 668        | 98 519        | 2       | Finał        |
| 6    | Marie Serneholt                        | „Salt & Pepper”                                         | Lina Eriksson (t/m), Mårten Eriksson (t/m), Figge Boström (t/m)                                   | 18 092        | –             | 18 092        | 6       | Odpadła      |
| 7    | Thorsten Flinck i Revolutionsorkestern | „Jag reser mig igen”                                    | Thomas G:son (m), Ted Ström (t)                                                                   | 45 192        | 44 438        | 89 630        | 4       | Druga szansa |
| 8    | Loreen                                 | „Euphoria”                                              | Thomas G:son (t/m), Peter Boström (t/m)                                                           | 78 121        | 82 230        | 160 351       | 1       | Finał        |

Legenda:
     Uczestnicy, którzy awansowali do finału
     Uczestnicy, którzy trafili do drugiej szansy

### Półfinał 2
Drugi półfinał odbył się 11 lutego 2012 w Scandinavium w Göteborgu. Spośród ośmiu uczestników bezpośrednio do finału awansowali: David Lindgren z piosenką „Shout It Out” oraz Ulrik Munther z utworem „Soldiers”, a Top Cats i Timoteij ze swoimi kompozycjami trafili do dogrywki – drugiej szansy.
| L.p. | Artysta           | Piosenka               | Tekst (t) / Muzyka (m)                                                                             | Liczba głosów | Liczba głosów | Liczba głosów | Miejsce | Rezultat     |
| L.p. | Artysta           | Piosenka               | Tekst (t) / Muzyka (m)                                                                             | Runda 1       | Runda 2       | Razem         | Miejsce | Rezultat     |
| ---- | ----------------- | ---------------------- | -------------------------------------------------------------------------------------------------- | ------------- | ------------- | ------------- | ------- | ------------ |
| 1    | Ulrik Munther     | „Soldiers”             | Ulrik Munther (t/m), Johan Åberg (t/m), Linnea Deb (t/m), Joy Deb (t/m), David Jackson (t/m)       | 60 994        | 52 623        | 113 617       | 2       | Finał        |
| 2    | Top Cats          | „Baby Doll”            | Mårten Eriksson (t/m), Lina Eriksson (t/m), Susie Päivärinta (t/m)                                 | 47 129        | 41 380        | 88 509        | 3       | Druga szansa |
| 3    | Sonja Aldén       | „I din himmel”         | Sonja Aldén (t), Bobby Ljunggren (m), Peter Boström (m)                                            | 12 246        | –             | 12 246        | 6       | Odpadła      |
| 4    | Andreas Lundstedt | „Aldrig aldrig”        | Niclas Lundin (t/m), Maria Marcus (t/m), Randy Goodrum (t/m)                                       | 10 080        | –             | 10 080        | 7       | Odpadł       |
| 5    | Timoteij          | „Stormande hav”        | Kristian Lagerström (t/m), Johan Fjellström (t/m), Stina Engelbrecht (t/m), Jens Engelbrecht (t/m) | 49 752        | 37 249        | 87 001        | 4       | Druga szansa |
| 6    | David Lindgren    | „Shout It Out”         | Fernando Fuentes (t/m), Tony Nilsson (t/m)                                                         | 57 696        | 71 678        | 129 374       | 1       | Finał        |
| 7    | Mimi Oh           | „Det går för långsamt” | Anton Malmberg Hård af Segerstad (t/m), Niclas Lundin (t/m)                                        | 9 342         | –             | 9 342         | 8       | Odpadła      |
| 8    | Thomas Di Leva    | „Ge aldrig upp”        | Thomas Di Leva (t/m)                                                                               | 34 739        | 30 028        | 64 767        | 5       | Odpadł       |

Legenda:
     Uczestnicy, którzy awansowali do finału
     Uczestnicy, którzy trafili do drugiej szansy

### Półfinał 3
Trzeci półfinał odbył się 18 lutego 2012 w Tegera Arena w Leksand. Spośród ośmiu uczestników bezpośrednio do finału awansowali: Molly Sandén z piosenką „Why Am I Crying” oraz Björn Ranelid i Sara Li z utworem „Mirakel”, a Andreas Johnson i Youngblood ze swoimi kompozycjami trafili do dogrywki – drugiej szansy.
| L.p. | Artysta                     | Piosenka            | Tekst (t) / Muzyka (m) | Liczba głosów | Liczba głosów | Liczba głosów | Miejsce | Rezultat            |
| L.p. | Artysta                     | Piosenka            | Tekst (t) / Muzyka (m) | Runda 1       | Runda 2       | Razem         | Miejsce | Rezultat            |
| ---- | --------------------------- | ------------------- | --- | ------------- | ------------- | ------------- | ------- | ------------------- |
| 1    | Youngblood                  | „Youngblood”        | Fredrik Kempe (t/m), David Kreuger (t/m) | 26 674        | 23 285        | 49 959        | 4       | Druga szansa        |
| 2    | Maria BenHajji              | „I mina drömmar”    | Nanna Sveinsdóttir (t), Thomas Cars (m) | 8 720         | –             | 8 720         | 8       | Dzika karta Odpadła |
| 3    | Mattias Andréasson          | „Förlåt mig”        | Mattias Andréasson (t/m) | 24 734        | 23 485        | 48 219        | 5       | Odpadł              |
| 4    | Love Generation             | „Just A Little Bit” | Nadir Khayat (RedOne) (t/m), John Mamann (t/m), Jean-Claude Sindres (t/m), Teddy Sky (t/m), Yohanne Simon (t/m), Bilal „The Chef” Hajji (t/m) | 18 081        | –             | 18 081        | 6       | Odpadli             |
| 5    | Carolina Wallin Pérez       | „Sanningen”         | Michael Clauss (m), Martin Bjelke (t/m), Carolina Wallin Pérez (t)                                                                            | 9 849         | –             | 9 849         | 7       | Odpadła             |
| 6    | Andreas Johnson             | „Lovelight”         | Andreas Johnson (t/m), Peter Kvint (t/m) | 39 821        | 38 520        | 78 341        | 3       | Druga szansa        |
| 7    | Molly Sandén                | „Why Am I Crying”   | Molly Sandén (t/m), Aleena Gibson (t/m), Windy Wagner (t/m)                                                                                   | 46 310        | 48 834        | 95 144        | 1       | Finał               |
| 8    | Björn Ranelid feat. Sara Li | „Mirakel”           | Fredrik Andersson (t/m), Björn Ranelid (t) | 38 964        | 41 205        | 80 169        | 2       | Finał               |

Legenda:
     Uczestnicy, którzy awansowali do finału
     Uczestnicy, którzy trafili do drugiej szansy

### Półfinał 4
Czwarty półfinał odbył się 25 lutego 2012 w Malmö Arena w Malmö. Spośród ośmiu uczestników bezpośrednio do finału awansowali: Danny Saucedo z piosenką „Amazing” oraz Lisa Miskovsky z utworem „Why Start a Fire”, a Lotta Engberg i Christer Sjögren oraz Dynazty ze swoimi kompozycjami trafili do dogrywki – drugiej szansy.
| L.p. | Artysta                          | Piosenka                | Tekst (t) / Muzyka (m)                                                                 | Liczba głosów | Liczba głosów | Liczba głosów | Miejsce | Rezultat     |
| L.p. | Artysta                          | Piosenka                | Tekst (t) / Muzyka (m)                                                                 | Runda 1       | Runda 2       | Razem         | Miejsce | Rezultat     |
| ---- | -------------------------------- | ----------------------- | -------------------------------------------------------------------------------------- | ------------- | ------------- | ------------- | ------- | ------------ |
| 1    | Charlotte Perrelli               | „The Girl”              | Fredrik Kempe (t/m), Alexander Jonsson (t/m)                                           | 42 226        | 38 680        | 80 906        | 5       | Odpadła      |
| 2    | OPA!                             | „Allting blir bra igen” | Michael Sideridis (t/m)                                                                | 7 017         | –             | 7 017         | 8       | Odpadli      |
| 3    | Dynazty                          | „Land Of Broken Dreams” | Thomas G:son (t/m), Thomas „Plec” Johansson (m)                                        | 45 227        | 41 170        | 86 397        | 4       | Druga szansa |
| 4    | Lotta Engberg i Christer Sjögren | „Don't Let Me Down”     | Lasse Holm (t/m), Lars „Dille” Diedricson (t/m)                                        | 45 732        | 44 021        | 89 753        | 3       | Druga szansa |
| 5    | Hanna Lindblad                   | „Goosebumps”            | Hanna Lindblad (t/m), Linda Sundblad (t/m), Tony Nilsson (t/m)                         | 19 009        | –             | 19 009        | 7       | Odpadła      |
| 6    | Axel Algmark                     | „Kyss mig”              | Axel Algmark (t/m), Mattias Frändå (t/m), Jonathan Magnussen (t/m)                     | 31 193        | –             | 31 193        | 6       | Odpadł       |
| 7    | Lisa Miskovsky                   | „Why Start a Fire”      | Lisa Miskovsky (t/m), Aleksander With (m), Bernt Rune Stray (m), Berent Philip Moe (m) | 49 690        | 52 390        | 102 080       | 2       | Finał        |
| 8    | Danny Saucedo                    | „Amazing”               | Danny Saucedo (t/m), Peter Boström (t/m), Figge Boström (t/m)                          | 121 954       | 101 273       | 223 227       | 1       | Finał        |

Legenda:
     Uczestnicy, którzy awansowali do finału
     Uczestnicy, którzy trafili do drugiej szansy

## Druga szansa
Dogrywka – druga szansa odbyła się 3 marca 2012 w Rosvalla Eventcenter w Nyköping. Do finału ostatecznie udało się awansować Top Cats piosenką „Baby Doll” oraz Thorstenowi Flinck i Revolutionsorkestern z utworem „Jag reser mig igen”.
| Półfinał | Artysta                                | Piosenka                | Duet |
| -------- | -------------------------------------- | ----------------------- | ---- |
| 1        | Sean Banan                             | „Sean den förste Banan” | 4    |
| 1        | Thorsten Flinck i Revolutionsorkestern | „Jag reser mig igen”    | 3    |
| 2        | Timoteij                               | „Stormande hav”         | 2    |
| 2        | Top Cats                               | „Baby Doll”             | 1    |
| 3        | Andreas Johnson                        | „Lovelight”             | 2    |
| 3        | Youngblood                             | „Youngblood”            | 4    |
| 4        | Dynazty                                | „Land Of Broken Dreams” | 1    |
| 4        | Lotta Engberg i Christer Sjögren       | „Don't Let Me Down”     | 3    |

### Duety
|  |            |                                                             |            |                                                             |         |            |                                                             |         |  |  |                 |                 |                 |
|  | Runda 1    | Runda 1                                                     | Runda 1    |                                                             |         | Runda 2    | Runda 2                                                     | Runda 2 |  |  | Zakwalifikowani | Zakwalifikowani | Zakwalifikowani |
|  | Runda 1    | Runda 1                                                     | Runda 1    |                                                             |         | Runda 2    | Runda 2                                                     | Runda 2 |  |  | Zakwalifikowani | Zakwalifikowani | Zakwalifikowani |
|  |            |                                                             |            |                                                             |         |            |                                                             |         |  |  |                 |                 |                 |
|  |            |                                                             |            |                                                             |         |            |                                                             |         |  |  |                 |                 |                 |
|  | Półfinał 4 | Dynazty „Land of Broken Dreams”                             | 46 666     |                                                             |         |            |                                                             |         |  |  |                 |                 |                 |
|  | Półfinał 4 | Dynazty „Land of Broken Dreams”                             | 46 666     |                                                             |         |            |                                                             |         |  |  |                 |                 |                 |
|  | Półfinał 2 | Top Cats „Baby Doll”                                        | 75 114     |                                                             |         |            |                                                             |         |  |  |                 |                 |                 |
|  | Półfinał 2 | Top Cats „Baby Doll”                                        | 75 114     |                                                             |         | Półfinał 2 | Top Cats „Baby Doll”                                        | 98 782  |  |  |                 |                 |                 |
|  |            |                                                             |            |                                                             |         | Półfinał 2 | Top Cats „Baby Doll”                                        | 98 782  |  |  |                 |                 |                 |
|  |            |                                                             | Półfinał 2 | Timoteij „Stormande hav”                                    | 54 788  |            |                                                             |         |  |  |                 |                 |                 |
|  | Półfinał 3 | Andreas Johnson „Lovelight”                                 | Półfinał 2 | Timoteij „Stormande hav”                                    | 54 788  | 60 969     |                                                             |         |  |  |                 |                 |                 |
|  | Półfinał 3 | Andreas Johnson „Lovelight”                                 |            |                                                             |         |            |                                                             |         |  |  |                 |                 |                 |
|  | Półfinał 2 | Timoteij „Stormande hav”                                    | 69 883     |                                                             |         |            |                                                             |         |  |  |                 |                 |                 |
|  | Półfinał 2 | Timoteij „Stormande hav”                                    | 69 883     |                                                             |         | Półfinał 2 | Top Cats „Baby Doll”                                        | Finał   |  |  |                 |                 |                 |
|  |            |                                                             |            |                                                             |         |            |                                                             |         |  |  |                 |                 |                 |
|  |            |                                                             | Półfinał 1 | Thorsten Flinck i Revolutionsorkestern „Jag reser mig igen” | Finał   |            |                                                             |         |  |  |                 |                 |                 |
|  | Półfinał 1 | Thorsten Flinck i Revolutionsorkestern „Jag reser mig igen” | Półfinał 1 | Thorsten Flinck i Revolutionsorkestern „Jag reser mig igen” | Finał   | 109 526    |                                                             |         |  |  |                 |                 |                 |
|  | Półfinał 1 | Thorsten Flinck i Revolutionsorkestern „Jag reser mig igen” |            |                                                             |         |            |                                                             |         |  |  |                 |                 |                 |
|  | Półfinał 4 | Lotta Engberg i Christer Sjögren „Don't Let Me Down”        | 79 235     |                                                             |         |            |                                                             |         |  |  |                 |                 |                 |
|  | Półfinał 4 | Lotta Engberg i Christer Sjögren „Don't Let Me Down”        | 79 235     |                                                             |         | Półfinał 1 | Thorsten Flinck i Revolutionsorkestern „Jag reser mig igen” | 196 014 |  |  |                 |                 |                 |
|  |            |                                                             |            |                                                             |         | Półfinał 1 | Thorsten Flinck i Revolutionsorkestern „Jag reser mig igen” | 196 014 |  |  |                 |                 |                 |
|  |            |                                                             | Półfinał 1 | Sean Banan „Sean den förste Banan”                          | 111 443 |            |                                                             |         |  |  |                 |                 |                 |
|  | Półfinał 1 | Sean Banan „Sean den förste Banan”                          | Półfinał 1 | Sean Banan „Sean den förste Banan”                          | 111 443 | 138 034    |                                                             |         |  |  |                 |                 |                 |
|  | Półfinał 1 | Sean Banan „Sean den förste Banan”                          |            |                                                             |         |            |                                                             |         |  |  |                 |                 |                 |
|  | Półfinał 3 | Youngblood „Youngblood”                                     | 63 984     |                                                             |         |            |                                                             |         |  |  |                 |                 |                 |
|  | Półfinał 3 | Youngblood „Youngblood”                                     | 63 984     |                                                             |         |            |                                                             |         |  |  |                 |                 |                 |

## Finał
Finał odbył się 10 marca 2012 w Globen w Sztokholmie. Ostatecznie zwyciężczynią preselekcji została Loreen z piosenką „Euphoria”, zdobywając w sumie 268 punktów.
| L.p. | Artysta                                | Piosenka             | Liczba punktów | Liczba punktów | Liczba punktów | Miejsce |
| L.p. | Artysta                                | Piosenka             | Jury           | Widzowie       | Razem          | Miejsce |
| ---- | -------------------------------------- | -------------------- | -------------- | -------------- | -------------- | ------- |
| 1    | David Lindgren                         | „Shout It Out”       | 65             | 23             | 88             | 4       |
| 2    | Thorsten Flinck i Revolutionsorkestern | „Jag reser mig igen” | 3              | 40             | 43             | 8       |
| 3    | Dead by April                          | „Mystery”            | 25             | 27             | 52             | 7       |
| 4    | Lisa Miskovsky                         | „Why Start a Fire”   | 21             | 18             | 39             | 9       |
| 5    | Top Cats                               | „Baby Doll”          | 35             | 33             | 68             | 6       |
| 6    | Loreen                                 | „Euphoria”           | 114            | 154            | 268            | 1       |
| 7    | Ulrik Munther                          | „Soldiers”           | 62             | 26             | 88             | 3       |
| 8    | Björn Ranelid feat. Sara Li            | „Mirakel”            | 1              | 24             | 25             | 10      |
| 9    | Molly Sandén                           | „Why Am I Crying”    | 55             | 22             | 77             | 5       |
| 10   | Danny Saucedo                          | „Amazing”            | 92             | 106            | 198            | 2       |

Legenda:
     Zdobywca pierwszego miejsca
     Zdobywca drugiego miejsca
     Zdobywca trzeciego miejsca

### Głosowanie
| Numer | Piosenka             | Belgia | Bośnia i Hercegowina | Cypr | Estonia | Francja | Irlandia | Malta | Niemcy | Norwegia | Ukraina | Wielka Brytania | Punkty jury | Audiotele/SMS | Audiotele/SMS | Audiotele/SMS | Razem | Miejsce |
| Numer | Piosenka             | Belgia | Bośnia i Hercegowina | Cypr | Estonia | Francja | Irlandia | Malta | Niemcy | Norwegia | Ukraina | Wielka Brytania | Punkty jury | Głosy         | %             | Punkty        | Razem | Miejsce |
| ----- | -------------------- | ------ | -------------------- | ---- | ------- | ------- | -------- | ----- | ------ | -------- | ------- | --------------- | ----------- | ------------- | ------------- | ------------- | ----- | ------- |
| 1     | „Shout It Out”       | 10     | 10                   | 8    | 2       | 2       | –        | 12    | 2      | 10       | 1       | 8               | 65          | 102 308       | 5,0%          | 23            | 88    | 4       |
| 2     | „Jag reser mig igen” | –      | 2                    | –    | –       | –       | –        | –     | –      | 1        | –       | –               | 3           | 172 715       | 8,4%          | 40            | 43    | 8       |
| 3     | „Mystery”            | –      | 8                    | 1    | 1       | 6       | 4        | –     | 1      | 4        | –       | –               | 25          | 119 473       | 5,8%          | 27            | 52    | 7       |
| 4     | „Why Start a Fire”   | 4      | 4                    | –    | –       | 1       | 2        | 1     | –      | 6        | 2       | 1               | 21          | 77 559        | 3,8%          | 18            | 39    | 9       |
| 5     | „Baby Doll”          | 1      | –                    | 4    | 8       | –       | 6        | 2     | 6      | –        | 4       | 4               | 35          | 142 688       | 7,0%          | 33            | 68    | 6       |
| 6     | „Euphoria”           | 6      | 12                   | 12   | 12      | 10      | 12       | 10    | 12     | 12       | 10      | 6               | 114         | 670 551       | 32,7%         | 154           | 268   | 1       |
| 7     | „Soldiers”           | 2      | –                    | 6    | 6       | 4       | 8        | 8     | 10     | –        | 8       | 10              | 62          | 112 025       | 5,5%          | 26            | 88    | 3       |
| 8     | „Mirakel”            | –      | 1                    | –    | –       | –       | –        | –     | –      | –        | –       | –               | 1           | 103 200       | 5,0%          | 24            | 25    | 10      |
| 9     | „Why Am I Crying”    | 8      | 6                    | 10   | 4       | 8       | 1        | 4     | 4      | 2        | 6       | 2               | 55          | 94 525        | 4,6%          | 22            | 77    | 5       |
| 10    | „Amazing”            | 12     | –                    | 2    | 10      | 12      | 10       | 6     | 8      | 8        | 12      | 12              | 92          | 458 388       | 22,3%         | 106           | 198   | 2       |